# Herz der Stadt
Herz der Stadt ist ein langfristig angesetztes Projekt mit dem Ziel der Regeneration des historischen Stadtkerns Kaliningrads rund um das ehemalige Königsberger Schloss und das abgerissene Haus der Sowjets. Umgesetzt wird dieses Projekt durch das gleichnamige Stadtplanungsbüro „Herz der Stadt“ (russisch Градостроительное бюро  «Сердце города»), einer in Kaliningrad ansässigen Nichtregierungsorganisation.

## Allgemeines
Das Projekt entstand aus einer Initiative der Mitglieder des Kulturrates, welcher von dem Gouverneur der Oblast Kaliningrad Nikolai Nikolajewitsch Zukanow geleitet wird. Der Kulturrat wurde im Jahr 2005 gegründet und stellt ein Beratungsgremium dar, welches für die Kooperation zwischen kulturellen Institutionen, Massenmedien, NGOs, künstlerischen und kulturellen Gemeinschaften zuständig ist und sich mit weiteren Themen in der kulturellen Sphäre beschäftigt. Das Projekt realisiert sich durch das Stadtplanungsbüro Herz der Stadt in Kooperation mit der Regierung und Verwaltung der Kaliningrader Oblast, sowie der Kaliningrader Zweigstelle der Union der russischen Architekten.

## Hintergrund
Durch die schweren Schäden, die die Stadt Königsberg während des Zweiten Weltkrieges erlitt, sowie zahlreiche unabgeschlossene Bauprojekte der Sowjetzeit blieb der Kaliningrader Stadtkern bis zum heutigen Tag nahezu leer und unbebaut. Nach jahrelanger Diskussion zwischen der Öffentlichkeit und international anerkannten Experten entschied die Regierung der Kaliningrader Oblast 2012, das historische Stadtzentrum, das für seine jahrhundertelange Geschichte als Königsberg bekannt ist, neu aufzubauen. Zu diesem Zweck wurde das Projekt „Herz der Stadt“ ins Leben gerufen, dessen Direktor der anerkannte Kulturexperte und Schriftsteller Alexander Popadin ist.

## Tätigkeiten
Eine Studie aus dem Jahr 2013 diente dem Projekt „Herz der Stadt“ als Basis für zukünftige Aktivitäten. In dieser Studie bestimmten Forscher die Grenzen der zwölf historischen Gebiete (entsprechend der ehemaligen Stadtteile Königsbergs), analysierten sie anhand ihres historischen und kulturellen Wertes und sprachen Empfehlungen für ihren zukünftigen Ausbau aus. Diese Studie wurde den lokalen Behörden vorgestellt und innerhalb der Gemeinde mit Experten diskutiert.
Im Rahmen des Projektes veranstaltete das Stadtplanungsbüro „Herz der Stadt“ 2014 einen internationalen städtebaulichen Wettbewerb zur Erneuerung der Kaliningrader Innenstadt. Zu der Jury gehörten Politiker aus Kaliningrad sowie internationale Experten im Gebiet der Architektur und Stadtplanung wie unter anderem Bart Goldhoorn, Hans Stimmann, Barbara Engel, Rasmus Waern, Stephen Willacy, Olov Schultz, Alexander Lozhkin und Anna Brunow. Das Ziel des Wettstreites war die Ausarbeitung eines Plans für die urbane Struktur des historischen Stadtzentrums Korolewskaja Gora (Königsberg) und dessen Umgebung (Gesamtfläche 56 Hektar). Als Gewinner dieses Wettstreites ging das Sankt Petersburger Architektenteam „Studio 44“ in Zusammenarbeit mit dem „Institute of Territorial Development“ hervor. Ihr Konzept enthält separate Vorschläge für die Entwicklung der einzelnen Wettbewerbsbereiche. Bei dem Wiederaufbau der früheren Altstadt und des Hafengebietes soll sowohl der historische Wert erhalten bleiben als auch die Verschmelzung mit der zeitgenössischen Architektur bewerkstelligt werden. Außerdem werden strenge Vorschriften nahegelegt, die unter anderem die Verwendung von Fassadenverglasung und Oberflächenmaterialen, Bebauungsdichte, Gebäudehöhe, Dachformen und weiteres regeln. Die Kantinsel (ehemals Kneiphof) soll von Bauarbeiten ausgeschlossen bleiben. Das Gebiet des ehemaligen Königsberger Schlosses wird als Teil eines „archäologischen Parks“ vorgeschlagen. Ausgearbeitet wurde das endgültige Konzept von dem Architektenteam „Studio 44“ in Kooperation mit den zweitplatzierten „Devillers et Associes“ aus Paris und „Off-The-Grid Studios“ aus Moskau und mit professioneller Unterstützung des Stadtplanungsbüros.
2015 gewann das Konzept des „Studio 44“ in der Kategorie „Masterplanning“ des World Architecture Festival in Singapur.
Unter Berücksichtigung dieses Gewinnerkonzeptes wurde im Jahr 2015 der internationale, städtebauliche Wettbewerb „Post-castle“ veranstaltet. Dieses Mal sollte der Fokus jedoch darauf liegen, ein Gebäude- und Kulturkomplex zu schaffen, der auf dem Grund des ehemaligen Königsberger Schlosses, neben dem Haus der Sowjets, errichtet werden soll. Dabei waren verschiedene Voraussetzungen zu erfüllen. Zum einen sollte dieser Komplex bestimmte Räumlichkeiten, wie Areale für Museen und eine multifunktionale Halle, enthalten. Zum anderen sollte ein zeitgenössisches Konzept kreiert werden, das das historische und kulturelle Potenzial dieses Gebiets verwirklicht, dessen historischen Hintergrund berücksichtigt und die Erhaltung und Fertigstellung des ehemaligen Hauses der Sowjets miteinbezieht. Wie bereits im Jahr zuvor bestand die Jury auch diesmal wieder aus angesehenen Politikern sowie Architekten und Stadtplanern. Von den 49 Konkurrenten, belegte der dreißigjährige, aus Kaliningrad stammende (derzeit in Italien lebende) Anton Sagal den ersten Platz. Ihm gelang es nicht nur alle Anforderungen zu erfüllen, er beeindruckte die Jury vor allem durch die hervorragende Qualität seines Entwurfes. Gelobt wird sein Konzept insbesondere von dem Architekten, Stadtplaner und früheren Berliner Senatsbaudirektor Hans Stimmann.

## Aktuelle Lage
Der Gewinner des Wettbewerbs um den Neubau des Schlosses befindet sich derzeit in der Phase der Entwurfsplanung des Gebäudekomplexes. Die örtlichen Behörden haben den Beginn archäologischer Ausgrabungen auf dem Gelände des ehemaligen Königsberger Schlosses bekannt gegeben. Der Beginn der Bauarbeiten ist für das Jahr 2018 angesetzt.